# قائمة القنوات الناقلة لبطولة أمم أوروبا 2020
- تحتوي هذه على قائمة القنوات الباثة الرسمية لبطولة أمم أوروبا لكرة القدم 2020، بين 12 يونيو و12 يوليو 2020.
- يقع المركز الدولي للبث (بالإنجليزية: International Broadcast Centre) في معرض إكسبو هارليمير بفيفيهوزن في هولندا.[1] وسيتم بث البطولة عبر التلفاز والإذاعة في جميع أنحاء العالم. ستقوم قناة بي إن سبورتس العربية في بث أحداق البطولة لمنطقة الشرق الأوسط وشمال أفريقيا.[2][3]

## روابط خارجية
- الموقع الرسمي ليورو 2020.